# Lussagnet-Lusson
Lussagnet-Lusson è un comune francese di 182 abitanti situato nel dipartimento dei Pirenei Atlantici nella regione della Nuova Aquitania.

## Storia

### Simboli
La fede (due mani che si stringono) simbolizza i comuni di Lussagnet e Lusson uniti nel 1833 per formare quello attuale, con le lettere L iniziali del loro nome. La rosa, attributo della Madonna, simboleggia la chiesa dell'Assunzione della Beata Vergine Maria di  Lussagnet e la croce la chiesa di San Giacomo di Lussonc. La fascia ondata ricorda il fiume Léez che attraversa il territorio comunale. Lo sfondo verde rappresenta l'agricoltura, le due vacche sono lo storico simbolo del Béarn..

## Società

### Evoluzione demografica
Abitanti censiti